# Вікінг-1
«Вікінг-1» — перший із двох космічних апаратів, спрямованих до Марса в рамках програми НАСА «Вікінг». Складався з двох частин: орбітального і спускового апаратів. Це був перший космічний корабель, який успішно сів на поверхню Марса і повністю виконав своє завдання. Є рекордсменом: другий за тривалості місії на поверхні Марса, пропрацювавши 6 років і 116 днів (від посадки до завершення місії, за земним часом).

## Цілі
Був запущений за допомогою ракети-носія Титан-3E 20 серпня 1975 року. Через 10 місяців польоту за 5 днів до виходу на орбіту почав передавати загальні зображення Марса. 19 червня 1976 року розпочав процедуру виходу на навколомарсіанську орбіту, через дві доби орбіта стабілізувалася з параметрами: перицентр — 1513 км, апоцентр — 33 000 км, період обертання — 24,66 години. Посадка відокремлюваного апарата на поверхню Марса була запланована на 4 липня 1976 року, у двохсотріччя з дня незалежності США. Однак зображення спочатку запланованого місця посадки показали, що воно виявилося не надто придатним для безпечної посадки. Посадка була відкладена до знаходження більш придатного місця. Спусковий апарат відокремився від орбітального о 8:51 UT 20 липня і приземлився в 11:53:06 UT. Це була перша спроба США у висадці на Марс.

### Орбітальний апарат
Устаткування орбітального апарата складалося з двох відиконових камер для отримання відеозображення (роздільна здатність 40 м з висоти 1500 км), інфрачервоного спектрометра для складання карт водяної пари в марсіанській атмосфері, інфрачервоного радіометра для складання теплової карти планети і ретранслятора для передачі інформації зі спущених апаратів (пропускна здатність становила близько 10 кбіт/с). Основні завдання орбітальним апаратом були виконані до 15 листопада 1976 року, за 11 днів до зовнішнього сонячного з'єднання. Розширена місія почалася 14 грудня 1976 року, після закінчення сонячного з'єднання. У лютому 1977 року було здійснено ряд зближень з природним супутником Марса Фобосом. 11 березня 1977 року перицентр орбіти був зменшений до 300 км. Незначні коректування орбіти виконувалися протягом всієї місії. В першу чергу коректування були укладені в зміні кроку зміщення планетоцентричної довготи з кожним обльотом планети. 20 липня 1979 року перицентр орбіти був збільшений до 357 км. 7 серпня 1980 орбіта була збільшена з 357 × 33 943 км до 320 × 56 000 км для запобігання зіткнення з Марсом і його забруднення до 2019 року. У 1978 році «Вікінг-1» почав відчувати брак газу, що використовувався для коректування орбіти, але за рахунок ретельного планування інженери визнали можливим продовжити отримання наукових даних на щадному споживанні газу протягом ще двох років. Зрештою запаси газу були повністю виснажені, і 17 серпня 1980 всі операції були припинені. На цей момент апарат здійснив 1489 обертів навколо Марса.

### Спусковий апарат
Спусковий апарат із захисним лобовим екраном відокремився від орбітального 20 липня 8:51 UT. На момент відділення орбітальна швидкість становила близько 4 км/с. Після відстикування були запущені маневрові реактивні двигуни лобового екрана для забезпечення сходу з орбіти. Через кілька годин на висоті 300 км спускний апарат був переорієнтований для входу в атмосферу. Лобовий екран із вбудованим абляційним тепловим щитом використовувався для аеродинамічного гальмування при проходженні атмосфери. На етапі спуску були проведені первинні експерименти за допомогою аналізатора гальмівного потенціалу, мас-спектрометром визначався газовий склад атмосфери, заміряні атмосферний тиск і температура, також був складений профіль щільності атмосфери. На висоті 6 км апарат, спускаючись зі швидкістю 250 м/с, розгорнув парашут із куполом діаметром 16 метрів. Через 7 секунд був відкинутий захисний екран і висунуто 3 посадкові опори. Через ще 45 секунд парашут уповільнив швидкість зниження до 60 м/с. На висоті 1,5 км були запущені гальмівні реактивні двигуни з регульованою тягою і через 40 секунд на швидкості 2,4 м/с апарат із невеликим поштовхом здійснив посадку на Марс. Вбудовані в ноги алюмінієві амортизатори пом'якшили посадку.
Гальмівні двигуни мали 18-сопельний дизайн для розподілу воднево-азотистого вихлопу по більшій площі. У НАСА підрахували, що такий підхід буде означати, що поверхня нагріється не більше ніж на 1 °C і буде порушено не більше 1 мм поверхневого шару ґрунту. Враховуючи, що більшість експериментів «Вікінга» було зосереджено на роботі з матеріалом поверхні, більш простий дизайн сопел не задовольняв вимогам мінімального впливу на поверхню. Після посадки залишилося невитраченим близько 22 кг палива.
Спусковий апарат приземлився на заході «Рівнини Хриса» («Золота Рівнина») в точці з координатами 22,697° пн. ш. 48,222° сх. д. на висоті –2,69 км щодо референц-еліпсоїда з екваторіальним радіусом 3397,2 км і стисненням 0,0105 (або 22,480° пн. ш. 48,967° сх. д. у планетографічних координатах).

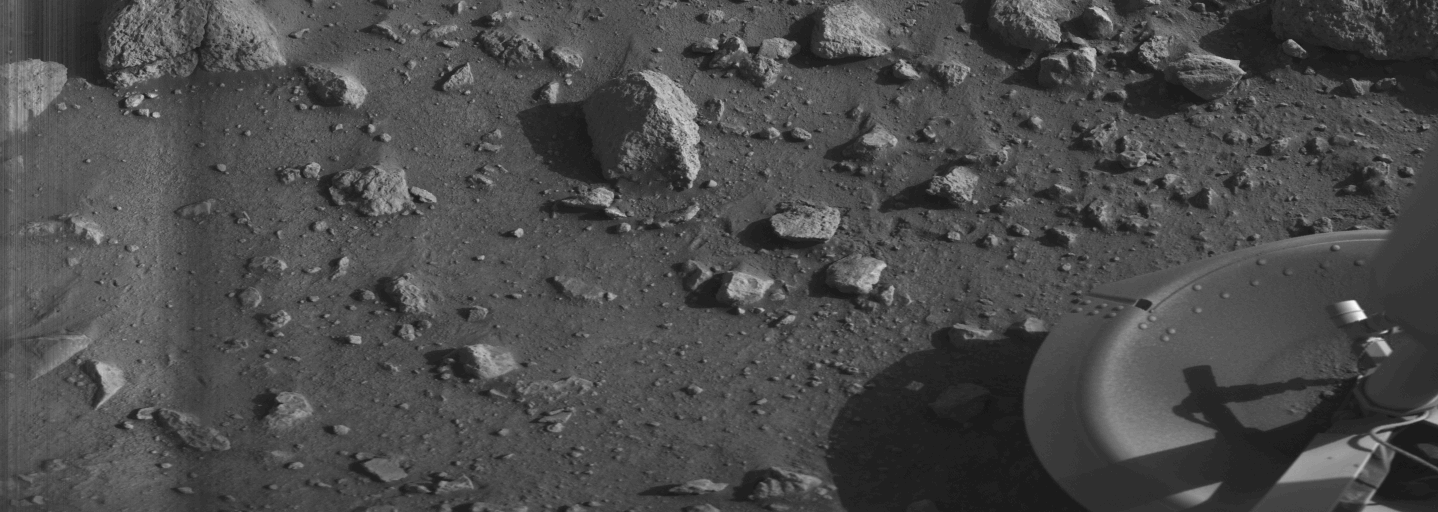
Перше зображення, передане спусковий апарат «Вікінг-1». У кутку видно опорну п'яту апарата

Передача першого зображення поверхні почалася вже через 25 секунд після приземлення і зайняла 4 хвилини. Протягом цих хвилин спусковий апарат справив самоініціалізацію. Він висунув вузькоспрямовану антену для прямого зв'язку із Землею і розгорнув метеорологічну штангу з датчиками. У наступні 7 хвилин була зроблена зйомка 300° панорами (див. нижче). Через добу після посадки був отриманий перший кольоровий знімок поверхні Марса. Однак цей знімок згодом був загублений. Крім того, сейсмометр взагалі не запрацював. Його рухливий датчик, який повинен був реагувати на коливання ґрунту, перед польотом був механічно зафіксований для захисту від пошкодження при ударі об поверхню. Після посадки на Марс пристрій, який повинен був вивільнити датчик, не спрацював, тому інструмент залишився заблокованим. Так само виявилася заблокованою механічна штанга зі скребком для збору зразків, але через п'ять днів її вдалося звільнити. Попри все це, номінально експерименти були виконані. Спусковий апарат мав два канали для передавання даних на Землю: ретрансляція через орбітальний апарат і пряма передача. При ретрансляції через супутник пропускна здатність каналу була вдесятеро більша, ніж при прямому зв'язку.
Устаткування апарата:
- Два фототелевізійних пристрої (ФТП)
- Прилади для метеорологічних досліджень, що вимірюють тиск, температуру, швидкість і напрямок вітру біля поверхні;
- Сейсмометр
- Газовий хроматограф в поєднанні з мас-спектрометром для ідентифікації по молекулярній вазі органічних речовин, що входять до складу проб ґрунту, а також для аналізу проб атмосферних газів.
- Рентгенофлуоресцентний спектрометр для ідентифікації неорганічних речовин, що входять до складу проб ґрунту
- Установка для пошуку життя у пробах ґрунту за такими ознаками, як фотосинтез, обмін речовин і газообмін. Апарат отримав неоднозначні дані, котрі можна інтерпретувати як наявність мікробного життя[2], хоча також висловлювалися думки про біологічне забруднення зразків самим апаратом земними формами мікроорганізмів.

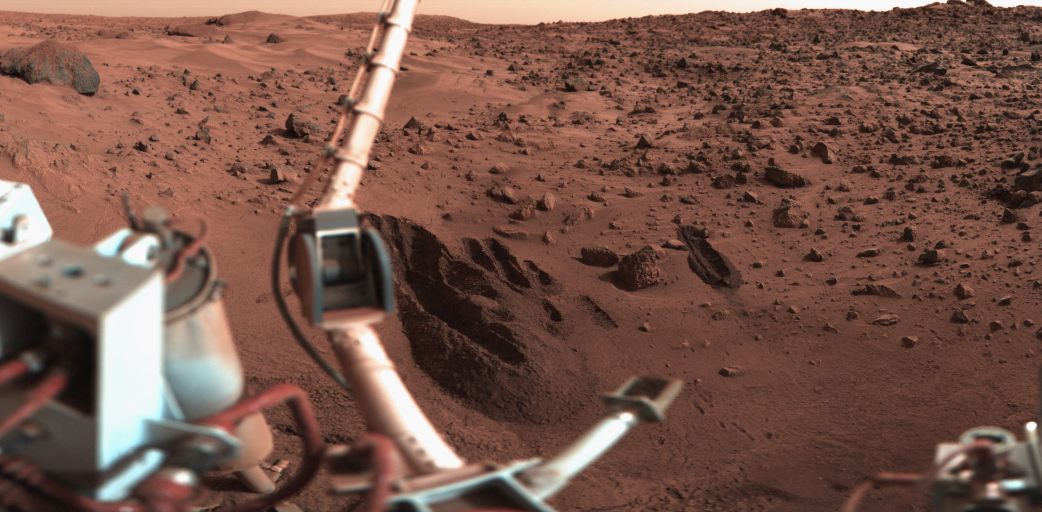
Траншея, вирита ґрунтозабірником.

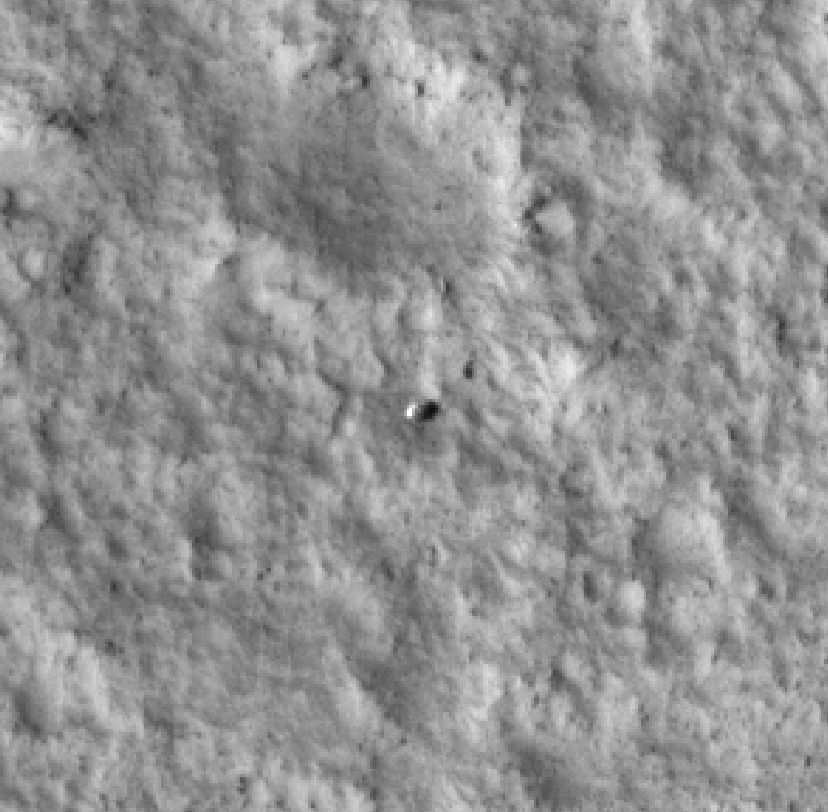
Фото «Вікінга-1», зроблене «Марсіанським розвідувальним супутником» у грудні 2006 року.

Для переміщення в приймальні пристрої останніх трьох приладів проб ґрунту служив ґрунтозабірник, винесений на триметровій штанзі та забезпечений скребком для прокопування траншей. Скребок дозволяв також визначати механічні характеристики ґрунту, а магніти, встановлені на скребки — збирати частинки магнітних матеріалів для подальшої зйомки їх ФТП з використанням збільшувального дзеркала.
У січні 1982 року спусковий апарат «Вікінг-1» був перейменований в «Станцію-меморіал Томаса Матча» на згадку керівника команди з фотографування поверхні Марса. Апарат пропрацював 2245 солів (марсіанських сонячних діб, близько 2306 земних діб, або 6 років) до 11 листопада 1982, коли помилкова команда, відправлена управлінням з Землі, призвела до втрати контакту. Команда була призначена для поновлення програми, яка відповідає за управління зарядкою батарей, які вже втрачали ємність. Однак, у результаті були ненавмисно перезаписані дані, які використовувались для орієнтування антени. У наступні чотири місяці спроби встановити зв'язок з апаратом, засновані на передбачуваному положенні антени, не привели до успіху. У грудні 2006 року «Вікінг-1» був сфотографований на поверхні Марса «Марсіанським розвідувальним супутником».

## Результати

### Ілюстрації

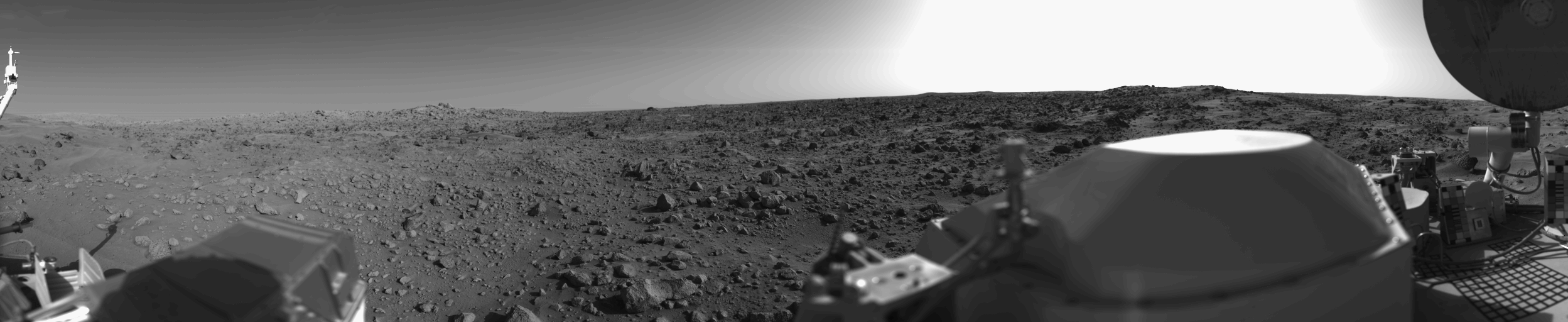
Перший панорамний знімок поверхні Марса. «Вікінг-1»

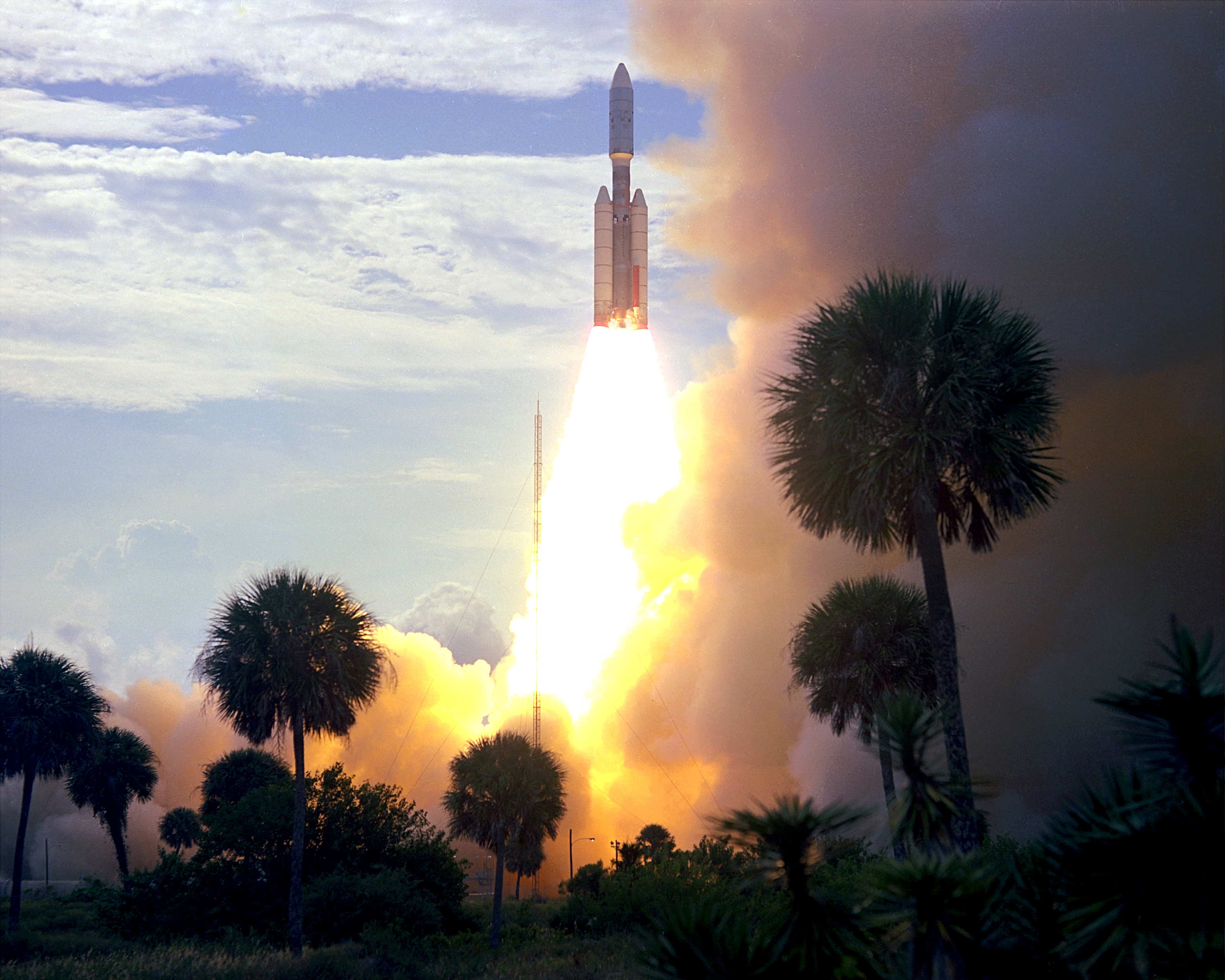
Запуск «Вікінг-1» 20 серпня 1975 р.
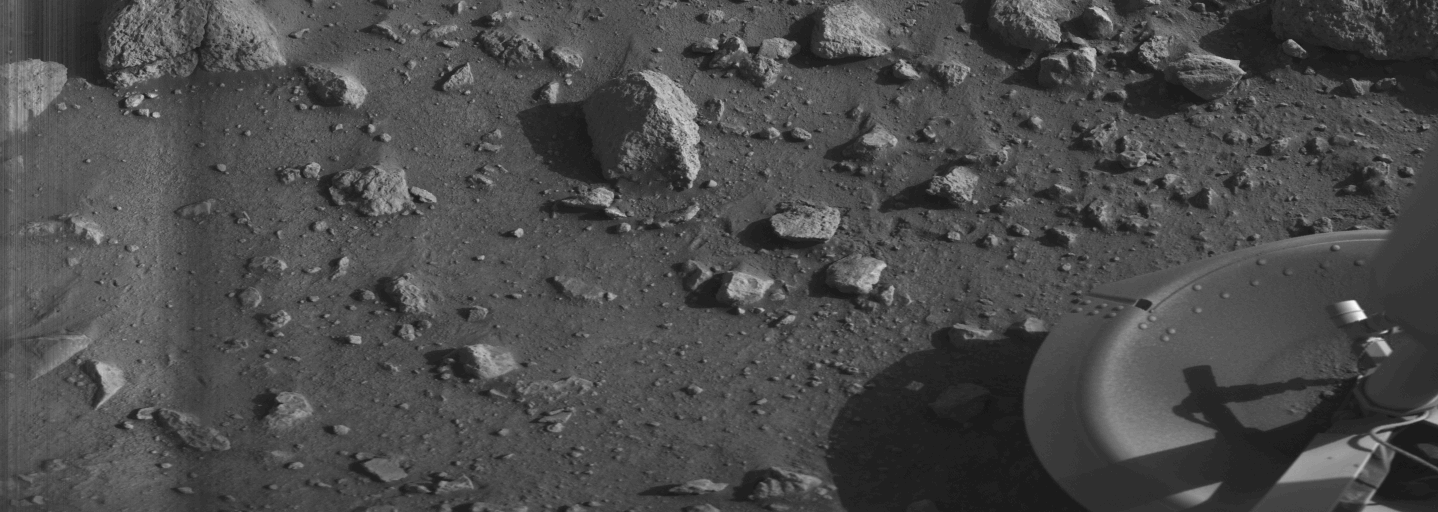
Перше зображення, передане спусковий апарат «Вікінг-1». У кутку видно опорна п'ята апарата.
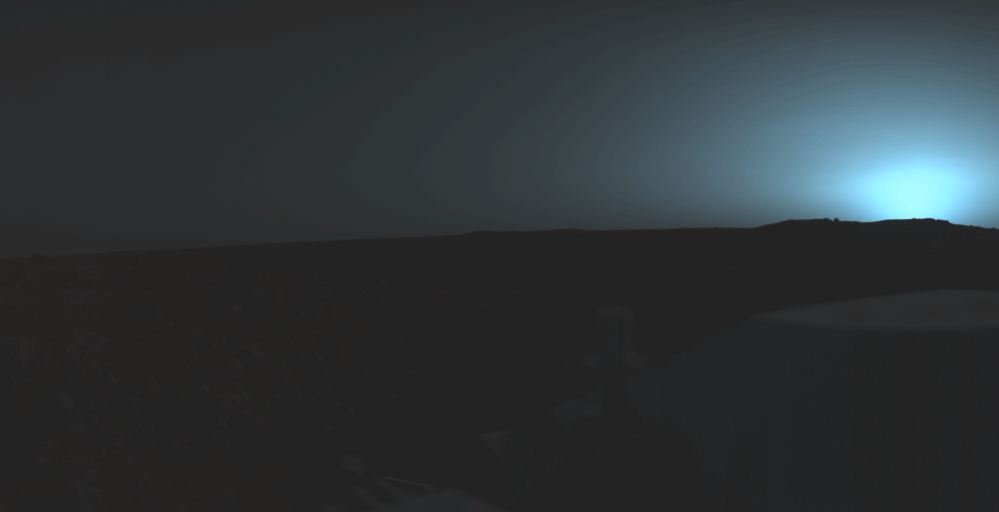
Марсіанський захід Сонця над «Рівниною Хриса»
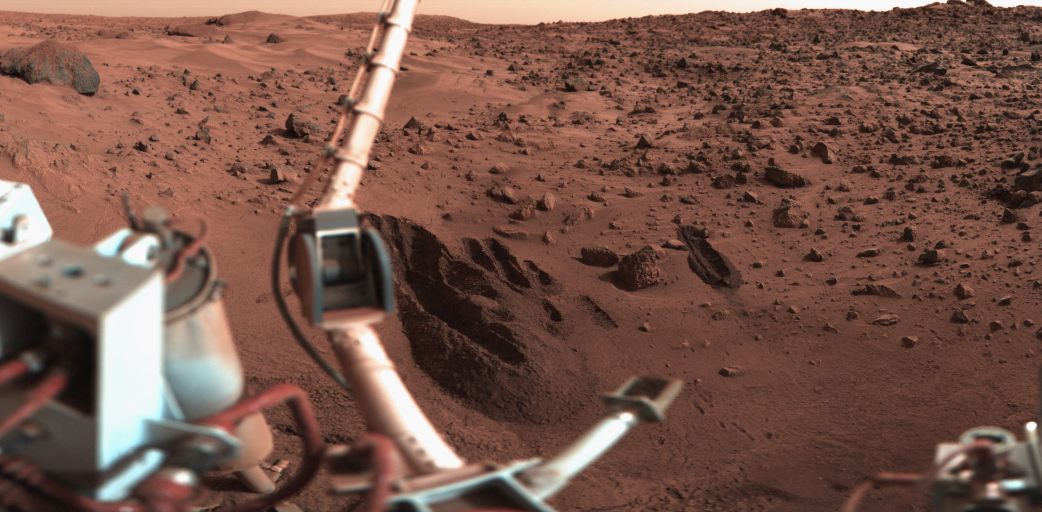
Траншея, вирита ґрунтозабірником.
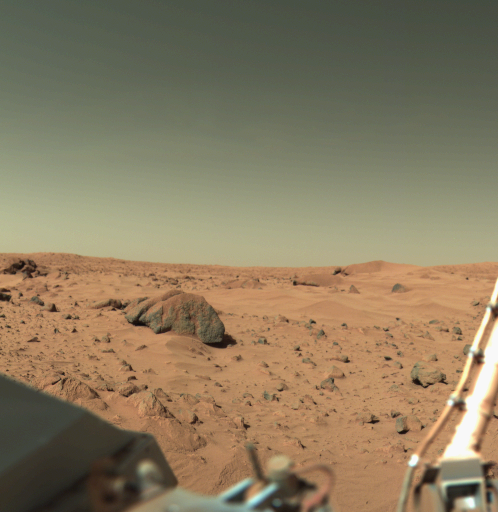
Знімок місця посадки «Вікінга-1», отримане камерою 1.
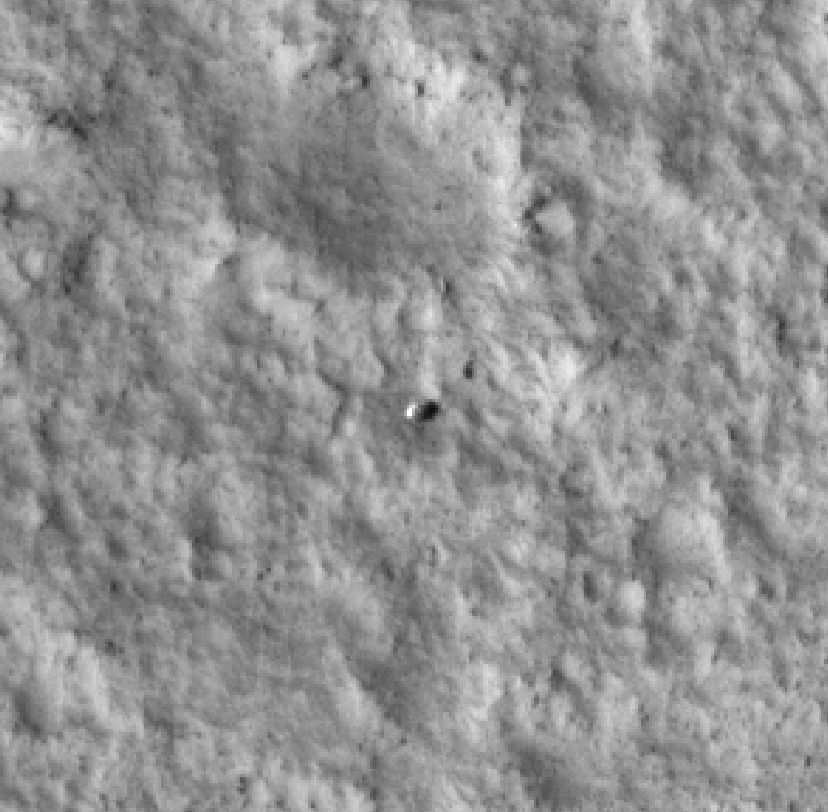
Фото «Вікінга-1», зроблене « Марсіанський розвідувальний супутник» у грудні 2006 року.
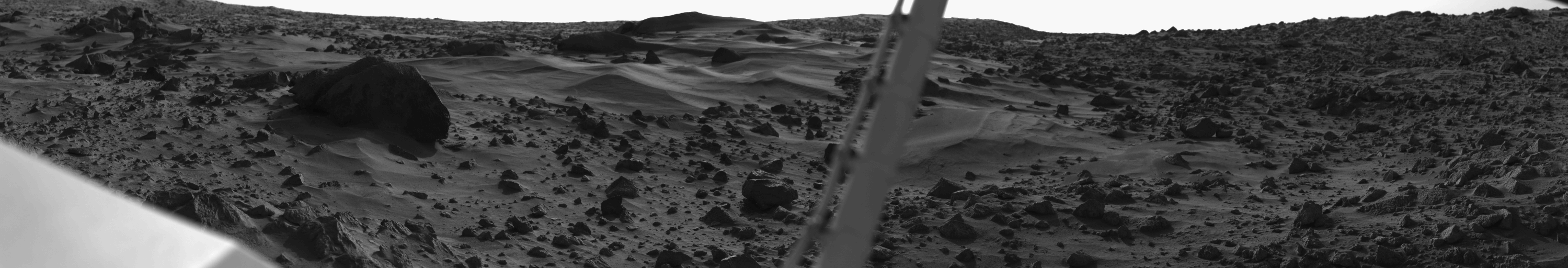
Запорошені дюни і великий валун. Об'єкт у центрі знімка — метеорологічна штанга.
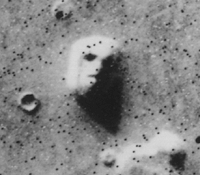
«The Face» — «обличчя на Марсі»: Фотографія, зроблена орбітальним апаратом «Вікінг-1» в 1976 р.

## Перевірка загальної теорії відносності
Гравітаційне уповільнення часу — це феномен, передбачуваний ЗТВ, згідно з якою час йде по-різному в областях із різним гравітаційним потенціалом. Учені використовували спусковий апарат для перевірки цієї гіпотези, посилаючи радіосигнал до апарата і задаючи інструкції для зворотної відповіді. Отримані результати (Ефект Шапіро) знаходились в повній згоді з передбаченнями ЗТВ.